# 吕文仲
吕文仲（？—？），字子臧，歙州新安人。
父吕裕官唐歙州录事参军。南唐进士，調補臨川尉，後遷大理評事。入宋为翰林侍读，預修《太平御覽》、《太平廣記》，直御书院，景德年間为刑部侍郎。官至御史中丞。

## 延伸阅读
[在维基数据编辑]
 《宋史/卷296》，出自脱脱《宋史》